# Göteborgs-Posten
Le Göteborgs-Posten (GP) est un des principaux journaux en Suède. Il est édité à Göteborg, avec une bonne couverture des sujets locaux, régionaux, nationaux et internationaux. Il est plus particulièrement distribué dans l'ouest du Götaland. C'est le second quotidien national après Dagens Nyheter et avant Svenska Dagbladet. Il touche 600 000 lecteurs chaque jour. Son positionnement politique est plutôt libéral.
Le 23 mai 2016, la société mère Stampen a déposé une demande de réorganisation auprès de 16 tribunaux de district suédois, où le groupe est implanté. Pour expliquer l'effondrement de l'économie de Stampen, plusieurs analystes[5] évoquent l'aventure du début des années 2000, lorsque la direction du groupe Stampen, dirigée à l'époque par Tomas Brunegård et Peter Hjörne, a racheté de nombreux journaux, ainsi que d'autres entreprises, avec de l'argent emprunté.
À l'automne, la réorganisation s'est achevée après l'établissement et l'entrée en vigueur d'un concordat public qui a permis de réduire les dettes. Un accord bancaire pluriannuel a ensuite été signé et une nouvelle émission d'actions a été réalisée à la fin du mois de décembre. Ainsi, Ernström & C:o, basé à Göteborg, Stena Finans et Provobis Holding, entre autres, sont devenus de nouveaux actionnaires de Stampen AB.
En février 2017, Dagens Industri a écrit sous le titre « L'ancienne faillite de Stampen fait un retour » que malgré la réorganisation et la pression de l'industrie, le groupe de médias a enregistré un bénéfice d'exploitation de 63 millions de couronnes suédoises et un bénéfice de 10 millions de couronnes suédoises pour 2016.

## Historique
Le prédécesseur de l'actuel GP était le Götheborgs-Posten, qui était publié deux fois par semaine. Le premier numéro a été publié le 4 mai 1813, et le journal a été publié jusqu'en 1816 par l'imprimeur et éditeur Georg Löwegren. Il avait déjà obtenu une licence d'édition pour un journal du même nom en mai 1809, renouvelée le 6 février 1813. De 1816 à 1832, le journal appartient à G.M. Gillberg, qui en est également le rédacteur en chef.
La deuxième fois qu'un journal appelé Götheborgs-Posten a été lancé, c'était le 2 janvier 1850. Le journal était publié par le marchand A. Backlund, imprimé par Anders Lindgren et publié deux fois par semaine, le mercredi et le samedi, à l'exception de six mois en 1850, où il était publié comme journal bimensuel, sur quatre pages et trois colonnes. Il coûtait 3 riksdaler 16 skilling banko par an et a cessé de paraître le 28 juin 1851.

### De Bonnier à Hjörne
Le journal actuel a été fondé par le libraire et entrepreneur David Felix Bonnier. Après un essai le 31 décembre 1858, la publication régulière a commencé le 5 janvier 1859. Une licence d'édition a été délivrée à Karl Emil Nikolaus Lindberg, qui a été l'éditeur responsable de 1858 à 1863.
La rédaction est ensuite assurée par Bonnier lui-même de 1863 à 1869 ; le journal paraît alors à raison de deux numéros par semaine - le mercredi et le samedi. Les rédacteurs en chef suivants au XIXe siècle sont Otto Thulin (1870-1872), Fredrik Åkerblom (1873-1893) et Carl Axel Stål (1893-1896). Le tirage du journal au cours de sa première année de publication est d'environ 1 000 exemplaires, soit un tiers de celui de son concurrent Handelstidningen (GHT).
La première rédaction du journal se trouvait à Torggatan.
Depuis 1872, GP est un journal à parution régulière. En 1860, il commence à paraître six jours par semaine. En 1873, le journal devient une société anonyme (Göteborgs-Postens Aktiebolag) et Fredrik Åkerblom est nommé éditeur et rédacteur en chef après l'avoir acheté à Felix Bonnier pour 100 000 riksdaler. GP disparaît ainsi de la sphère Bonnier.
Dès le début, le journal adopte une position unioniste et scandinave. D'abord modérément libéral en politique intérieure et encore plus libéral en matière de religion, le journal devient nettement conservateur sous la direction d'Åkerblom. Le journal a été vendu en 1896 à une nouvelle société, Göteborgs-Postens Nya Aktiebolag, dont Skandinaviska Tryckeri AB était le principal actionnaire, et la même année, le journal a changé d'orientation pour devenir libéral. Jusqu'en 1904, le rédacteur en chef était Valfrid Södergren. L'ancienne rédaction du journal a toutefois créé un nouveau journal conservateur, Morgon-Posten. En 1904, GP est racheté par Edvard Alkman, qui en devient également le rédacteur en chef et lui donne une orientation nettement libérale, en accordant une attention particulière aux questions culturelles, à la littérature et à l'art. Harry Hjörne en devient propriétaire et rédacteur en chef le 29 avril 1926, et pose en même temps les bases de la section sportive du journal en affectant un membre permanent du personnel à la couverture exclusive des sports. Cette personne devait produire au moins une page sportive par jour et 5 à 6 pages le lundi.
Le premier article sur le sport publié dans GP date du 6 août 1896 et porte le titre « Sportverlden ». Il traite d'un concours organisé par l'association de tir de Skaraborg entre sept sociétés de tir du comté pour l'obtention de l'étalon de randonnée. Gustaf Theodor Selldin est chargé par Hjörn d'organiser la section sportive. Le lendemain du jour où Ingemar Johansson devient champion du monde de boxe en 1959, un record de diffusion est établi avec 322 000 journaux. Ce record est toujours valable aujourd'hui.